# Reerslev Sogn (Kalundborg Kommune)
Reerslev Sogn ist eine Kirchspielsgemeinde (dän.: Sogn) auf der dänischen Insel Seeland.
Bis 1970 gehörte sie zur Harde Løve Herred im damaligen Holbæk Amt, danach zur Høng Kommune im Vestsjællands Amt, die wiederum im Zuge der Kommunalreform zum 1. Januar 2007 in der erweiterten Kalundborg Kommune in der Region Sjælland aufgegangen ist.

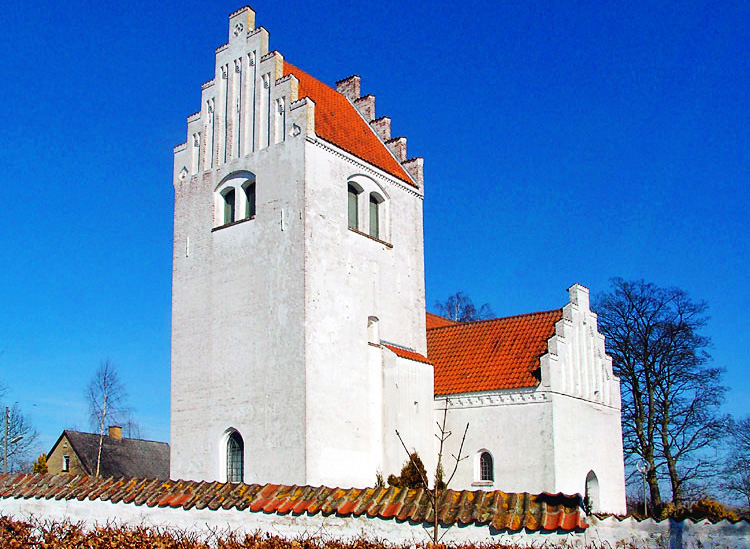
Reerslev kirke

Am 1. Januar 2023 lebten im Kirchspiel 511 Einwohner, die „Reerslev Kirke“ liegt auf dem Gebiet der Gemeinde.
Nachbargemeinden sind im Westen Sæby Sogn und im Nordwesten Buerup Sogn, auf dem Gebiet der Holbæk Kommune im Nordosten Holmstrup Sogn und Skamstrup-Frydendal Sogn, sowie auf dem Gebiet der Sorø Kommune im Osten Niløse Sogn, im Südosten Skellebjerg Sogn und im Süden Ruds Vedby Sogn.
Der Egedysse (dt. Eichendolmen) liegt etwa 10 m nördlich vom Sønderødvej (Straße) in Sønderød, nahe einer Stromleitung.